# سيرجي بوريسوف
سيرجي بوريسوف (بالروسية: Борисов, Сергей Анатольевич)‏ (17 سبتمبر 1972 - ) هو لاعب كرة قدم روسي (وحمل سابقاً جنسية الاتحاد السوفيتي) في مركز الوسط. لعب مع توربيدو موسكو ونادي أورال يكاترينبورغ وطربيدو أوليارت ‏ وFC SOYUZ-Gazprom Izhevsk ‏ وFC Druzhba Arzamas ‏ وFC Spartak-Chukotka Moscow ‏.